# Iglesia y plazoleta de San Francisco (Cuenca)
La Iglesia de San Francisco es una iglesia católica ubicada en el Centro histórico de Cuenca (Ecuador) en la calle Padre Aguirre y Presidente Córdova. Esta iglesia es uno de los más destacados templos que embellecen la urbe. La comunidad religiosa franciscana junto con la comunidad de dominicos (Iglesia de Santo Domingo), tuvieron a su cargo el adoctrinamiento de los indígenas de la región (Paute, Gualaceo, Molleturo y Paccha) en la época colonial.
Según el Párroco Rigoberto Moreno, esta iglesia resulta muy difícil mantenerla, por la estructura antigua que tiene. La curia tampoco puede ayudar porque no cuenta con los recursos que demanda su mantenimiento, es por eso que se tuvo que recurrir al Municipio para que ayude con su mantenimiento y reconstrucción.    

## Historia
Como su nombre lo indica, la Iglesia de San Francisco es un templo construido por los franciscanos dedicado al "Señor de San Francisco". Luego de tres siglos de permanencia dejan el convento y la iglesia, en la década de 1860. Entonces, algunas remodelaciones y modificaciones importantes se realizaron a partir de 1920, cuando este templo pasó a formar parte de la parroquia El Sagrario. 
El 26 de abril de 1557, el gobernador Gil Ramírez Dávalos, concedió los terrenos necesarios para el emplazamiento del convento franciscano en Cuenca, reservando casi una cuadra de cuatro solares. Para 1582, la iglesia estaba en construcción y así continuaría por varios años; concluyendo en 1789.
Actualmente el templo posee un estilo neoclásico, guarda sus muros coloniales y su interior se distingue por sus tres naves. El altar mayor de la iglesia posee gran valor, no solo por su antigüedad, que data de los tiempos de la colonia; sino también por sus finos tallados revestidos en pan de oro, al igual que el púlpito original del templo que se conserva hasta la actualidad. Adicionalmente, en su interior se puede encontrar importantes obras de arte como la escultura del descendimiento de la cruz de Álvaro y Figueroa, grandes ángeles y el patrono de la Iglesia San Francisco, al Sagrado Corazón de Jesús y muchas obras más que relatan la crucifixión. Lo más notable de su estructura externa, es la esbelta torre que se yergue desde la fachada, en la parte superior a esta existe una campana y un reloj rodeado de frases de fe escritas en latín.
Varias congregaciones lo administraron luego de que los franciscanos abandonaran las instalaciones en 1870, pasando a manos de los padres Jesuitas, los Hermanos Cristianos, Salesianos y posteriormente a la curia arquidiocesana de la ciudad.
Entre los años 1920 y 1930 se realizó la última reconstrucción, llevada adelante por los hermanos José Ignacio e Isaac María Peña, ambos sacerdotes. Las personas acuden a participar con fe en las celebraciones particularmente para el Jubileo, la Dolorosa, el Señor de Nazareth (Churoncito) y San Francisco.

## Plazoleta

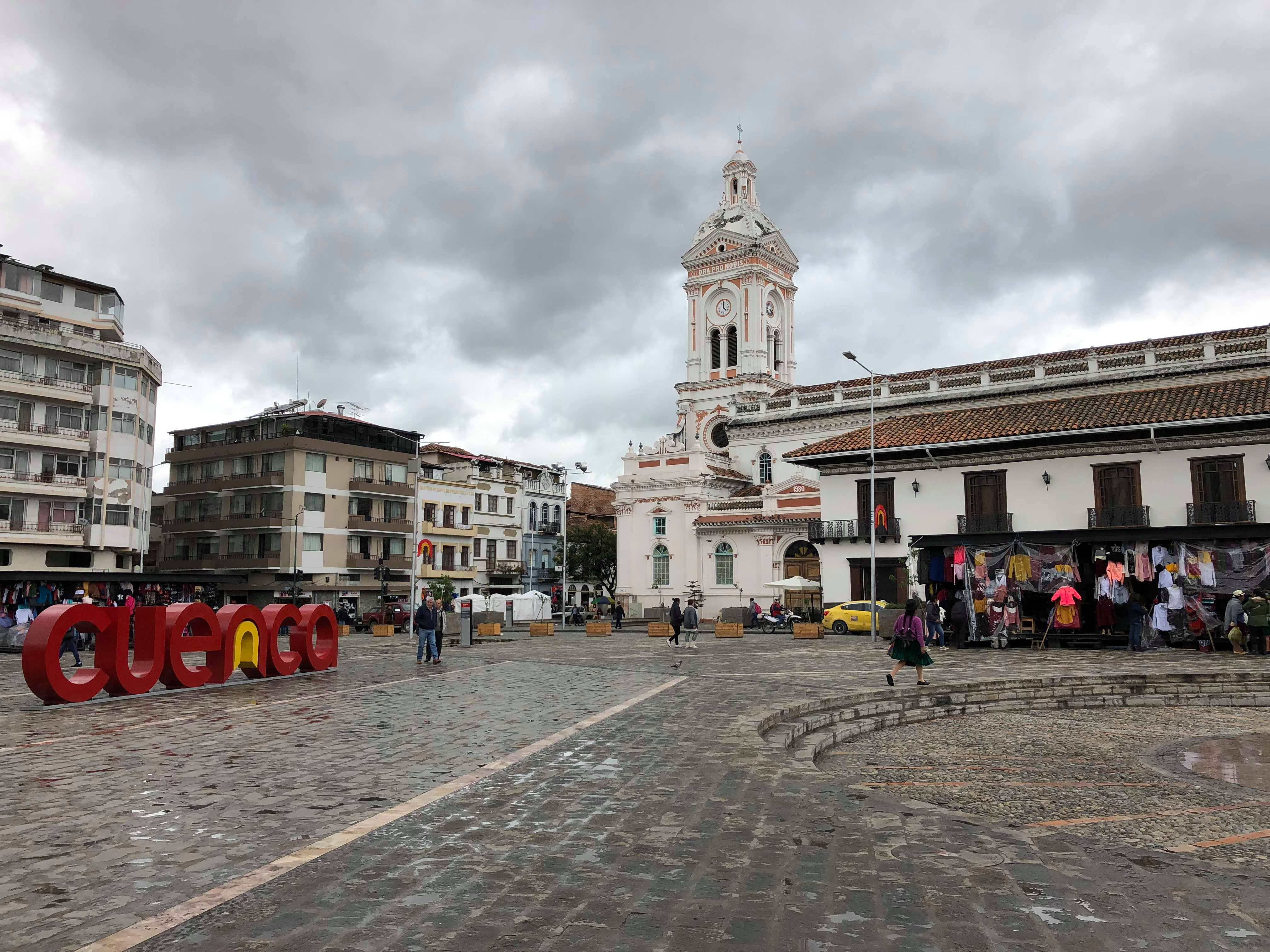
Plazoleta San Francisco tras su remodelación

La plazoleta de San Francisco, contigua a la Iglesia, hasta el mes de febrero del 2019 pasó por una fase de remodelación. La Plazoleta hoy en día es utilizada para la realización de eventos sociales y culturales de la ciudad. Además alrededor de la plazoleta existen pequeños locales en los que se venden artículos variados, que incluyen comida, recuerdos, ropa, zapatos, artículos de metal, artículos de cocina, etc. La plaza es amplia y posee varias piletas, la más grande de ellas ubicada justo en el centro de la plazoleta y a un lado letras con el nombre de la ciudad, desde donde se puede apreciar su majestuosa Iglesia. 
Cabe destacar que incluso tras su remodelación, para el piso de la plazoleta se conservó el adoquín, material característico del centro de la ciudad, con el que se identifican las calles de la Cuenca antigua. 